# Kościół Narodzenia Najświętszej Marii Panny w Igołomi
Kościół Narodzenia Najświętszej Marii Panny w Igołomi – zabytkowy, rzymskokatolicki kościół parafialny, znajdujący się w  Igołomi, w gminie Igołomia-Wawrzeńczyce, w powiecie krakowskim.
Obiekt wraz z dzwonnicą z 1660 roku wpisany został do rejestru zabytków nieruchomych województwa małopolskiego.

## Historia
Parafia na terenie Igołomi została erygowana w wieku XIII, a pierwszy murowany kościół wzniesiono i poświęcono za panowania królowej Jadwigi w 1385 roku. Jego fragmenty zachowały się w postaci gotyckiego prezbiterium ze sklepieniem krzyżowym, oknem i portalem. Konsekracja świątyni nastąpiła w 1420 roku. Sufragan krakowski biskup Jarosław Jastrzębiec ofiarował kościół Trójcy Przenajświętszej. Nadał mu także wezwania – Narodzenia Najświętszej Maryi Panny oraz św. Jana Chrzciciela. To ostatnie związane było z faktem, że Jan Chrzciciel uznany został za patrona okolic, leżących nad rzekami. W późniejszych wiekach umacniał się kult Matki Bożej, a w roku 1718 powstało bractwo maryjne pod wezwaniem Niepokalanego Poczęcia Najświętszej Maryi Panny. Kościół igołomski był także drugim, obok mogilskiego, sanktuarium Krzyża Świętego. Krucyfiks znajduje się w głównym ołtarzu i słynie łaskami i cudami, czego świadectwo stanowią wota.
Kościół parafialny pod wezwaniem Narodzenia Najświętszej Marii Panny Wzmiankowany w okresie 1325–27. Wskutek przebudów pozbawiony jest charakteru stylowego. Orientowany, murowany. Prezbiterium zamknięte, wieloboczne, opięte szkarpami. Szersza nawa prostokątna, przedłużona w 1869 r. Od północy zakrystia z przedsionkiem, od południa dwie kruchty, zapewne późniejsze. W prezbiterium sklepienie krzyżowe z żebrami z wieku XV, w nawie strop – 1927-28 r. Tęcza ostrołukowa. Okno w prezbiterium od wschodu ostrołukowe (zamurowane), okna w przedsionku zamknięte, tzw. oślim grzbietem. Odrzwia z prezbiterium do zakrystii ostrołukowe. Nad nawą wysoka wieżyczka na sygnaturkę, barokowa z roku ok. 1765, w całości pobita blachą i zniekształcona w XIX – XX w. Ołtarze – główny i trzy boczne rokokowe sprzed 1778; w głównym krucyfiks z przełomu XVI/XVII wieku. Chrzcielnica marmurowa, z herbem „Przyjaciel” i inicjałami „MBO STD PI”, późnobarokowa z lat 1689-1718. Feretron z posągiem Matki Boskiej Niepokalanie Poczętej, późnobarokowy. Posąg Matki Boskiej z Dzieciątkiem o tradycjach stylowych z początku XV w. Krucyfiks we wschodniej ścianie prezbiterium z 1948 r., wykonany przez Antoniego Komendę, świątkarza z Odwiśla. Epitafium Anny (zmarła 1600 r.) i Mikołaja (zmarł 1607 r.) Ożarowskich, marmurowe z płaskorzeźbą Chrystusa i apostołów, przed którymi klęcząca niewiasta z dzieckiem, renesansowe. Na ścianie bez trudu odnajdziemy tablicę przypominającą, że właśnie w Igołomi przyszedł na świat Adam Chmielowski – święty Brat Albert. Monstrancja rokokowa, 1778 r. Sześć kielichów: pocz. XVII, 1622, 1635, 1713, rokokowy, klasycystyczny. Dwie puszki: gotycko renesansowa z w. XVI i 1712 r. Relikwiarz późnogotycki z 1545 r. Relikwiarz z pierwszej połowy XVIII w. Tacka rokokowa z 1767 r. Cztery ornaty haftowane z w. XVIII. Ornaty z tkanin: jeden z w. XVI, jeden z makaty perskiej z motywem mihrabu z w. XVII, dwa z w. XVIII.

## Architektura
Budowla orientowana, ceglana z kamiennymi elementami. Z pierwszego kościoła zostało prezbiterium trójbocznie zamknięte, nakryte sklepieniem krzyżowo-żebrowym, oraz wschodnia część nawy. Przewaga elementów gotyckich. W XVIII wieku dobudowano wieżyczkę z sygnaturką.

## Wystrój i wyposażenie
Wystrój rokokowy sprzed 1788 roku
- ołtarz główny i trzy boczne z roku 1778[3];
- rzeźba Madonny z XV wieku[3];
- epitafia renesansowe z pocz. XVII wieku[3];
- polichromia z lat 1928–1928[3].

## Dzwonnica
Wolno stojąca, klasycystyczna, murowana dzwonnica parawanowa, wybudowana na bazie starszej z 1660 roku, pochodzi z połowy XIX wieku.

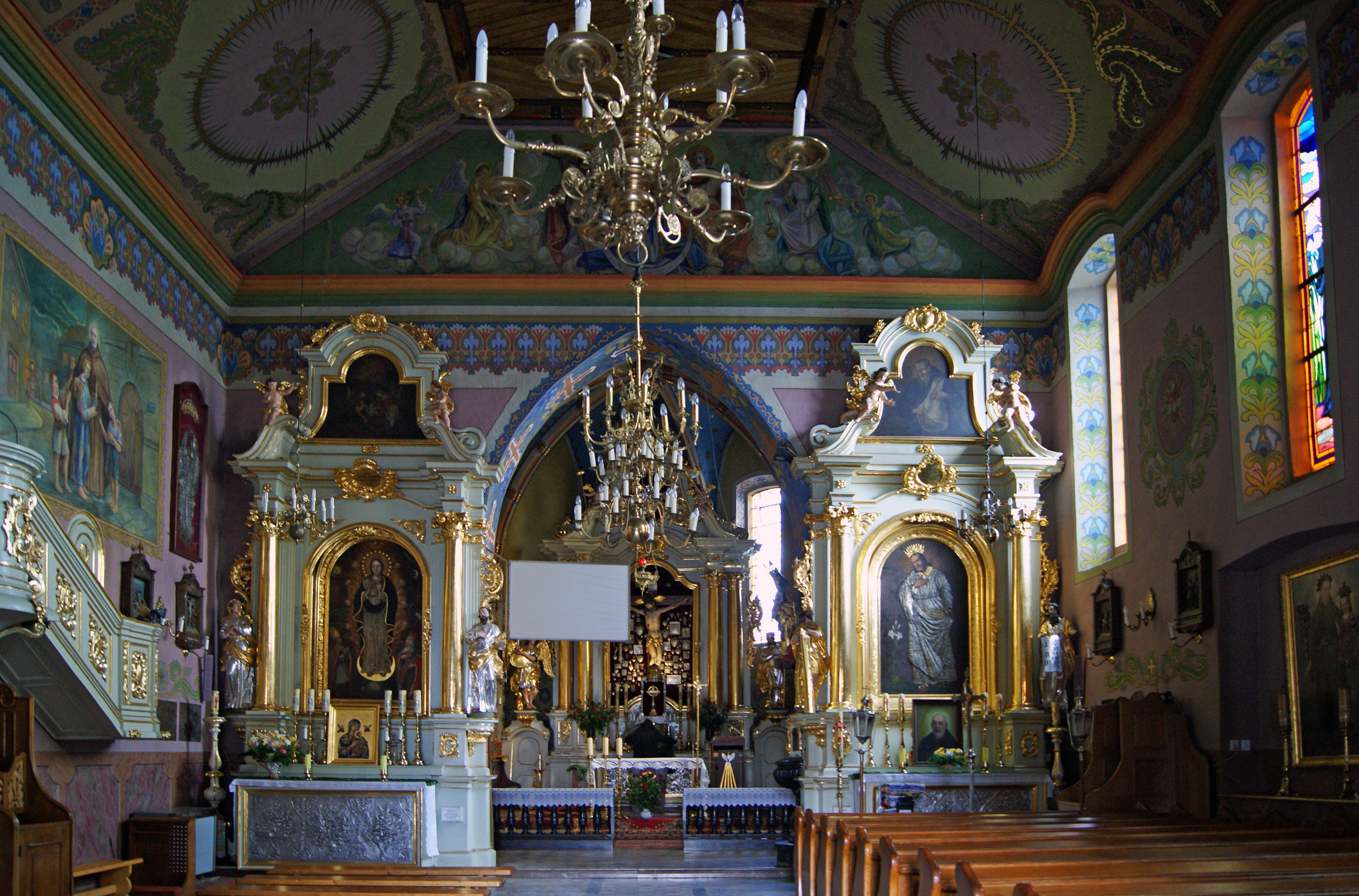
Wnętrze kościoła.